# بلشون جبار
بلشون جبار (الاسم العلمي: Ardea  goliath) (بالإنجليزية: Goliath  Heron)‏ هو طائر ينتمي إلى بلشونيات (فصيلة: Ardeidae).